# لويس كاليبوت
لويس كاليبوت (27 يوليو 1928 – 30 أغسطس 2010) هو ملاكم بلجيكي راحل، مثّل بلاده في الألعاب الأولمبية الصيفية 1948.

## روابط خارجية
لويس كاليبوت على موقع أوليمبيديا (الإنجليزية)